# Elena Salvador Irigoyen
|  | Per a altres significats, vegeu «Elena Salvador». |

Elena Salvador Irigoyen (Madrid, 1868- 12 de novembre 1964) va ser una actriu espanyola.

## Biografia

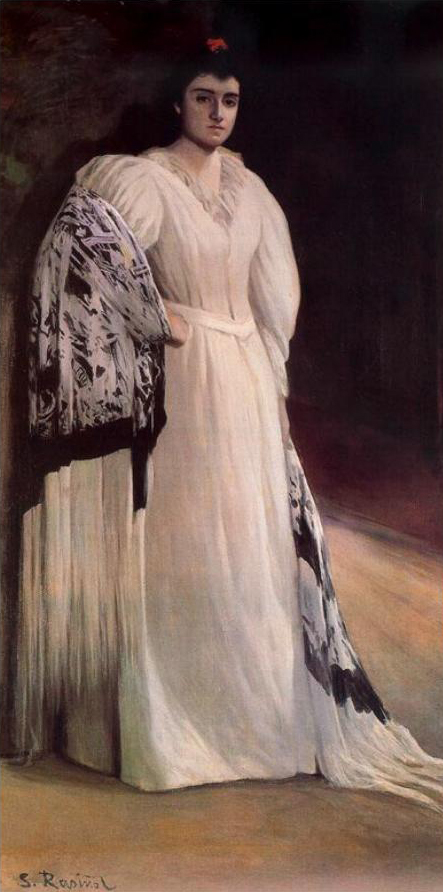
Retrat a l'oli de Santiago Rusiñol (1896).

Una de les principals exponents de l'escena espanyola en el primer terç del segle xx, en la dècada de 1900 entra a formar part de la llavors principal companyia teatral d'Espanya: La de María Guerrero i Fernando Díaz de Mendoza. Amb ells estrena obres dels més destacats dramaturgs del moment, com Jacinto Benavente (La princesa Bebé, 1906; Campo de armiño, 1916; La vestal de Occidente, 1919), els germans Álvarez Quintero (El genio alegre, 1907), Ángel Guimerà (La araña, 1908); Eduard Marquina i Angulo (Las hijas del Cid, 1908; El retablo de Agrellano, 1913), Manuel Linares Rivas (Añoranzas ,1906; La fuente amarga, 1910), Francisco Villaespesa (El alcázar de las perlas, 1911) o Benito Pérez Galdós (Alceste, 1914).
Dotada també de dots per a la comèdia, en 1910 va estrenar la famosa sarsuela La corte de Faraón.
Amb posterioritat a la Guerra civil espanyola, va intervenir en l'estrena de Historia de una escalera (1949), d'Antonio Buero Vallejo.
Quant a la seva carrera cinematogràfica, va debutar en 1926 amb Cabrita que tira al monte (1926) i un any després formava part del repartiment de La chica del gato i el 1946 va actuar a la pel·lícula argentina, Un beso en la nuca dirigida per Luis Mottura.
Casada amb l'actor i director José Riquelme, mort el 1905, ambdós foren pares de l'actor Antonio Riquelme.